# Sorindeia juglandifolia
Sorindeia juglandifolia är en sumakväxtart som först beskrevs av Achille Richard, och fick sitt nu gällande namn av Jules Émile Planchon och Daniel Oliver. Sorindeia juglandifolia ingår i släktet Sorindeia och familjen sumakväxter. Inga underarter finns listade i Catalogue of Life.